# Albert Mosse
Isaac Albert Mosse (ur. 1 października 1846 w Grodzisku Wielkopolskim  – zm. 31 maja 1925 w Berlinie) – niemiecki prawnik pochodzenia żydowskiego. Syn Markusa Mosse, brat Rudolfa.